# Chiesa evangelica battista ai Monti
La chiesa evangelica battista sorge nel rione Monti a Roma, in via Urbana. Tale edificio, sede della comunità italiana, ospita anche la chiesa coreana "Nuova Vita".

## Storia e descrizione
Questa chiesa fu costruita tra il 1873 ed il 1878 su un terreno acquistato dal pastore battista 
Thomas Cook. La facciata, su via Urbana,154 è in un sobrio stile neoclassico; al centro, fra due lesene e due monofore ad arco, vi è il portale con timpano.
L'interno presenta due ambienti: uno per le adunanze, con un fonte battesimale dentro una piccola abside fondale ed un organo a canne; ed uno ad uso sacrestia.